# Борки (Берёзовский район)
Борки (бел. Боркі) — агрогородок в Березовском районе Брестской области, Белоруссия. Входит в состав Сигневичского сельсовета. Находится в 23 км от Березы, в 28 км от железнодорожной станции Береза-Картузская.

## История
Впервые населённый пункт упоминается в 1716 году в составе Блуденского воеводства Блуденского староства.
В 1863 году жители деревни участвовали в восстании против царизма, 10 октября произошли столкновения повстанцев с войсками. В 1864 году село в Черняковской волости Пружанского уезда Гродненской губернии.
С 1915 года оккупировано германскими войсками, с 1919 года до июля 1920 года и с августа 1920 года — войсками Польши (в июле—августе временно установлена советская власть). Согласно Рижскому мирному договору (1921) вошло в состав Полесского воеводства межвоенной Польши. До 5 января 1926 года в гмине Черняково, после её упразднения присоединено к гмине Ревятичи, с 27 февраля 1932 года в гмине Сигневичи.
С 1939 года в составе БССР. С 1940 года в Пешковском сельсовете. В период 1941—1944 годов оккупирован немецко-фашистскими захватчиками. На фронтах войны погибли 10 жителей посёлка. 16 июля 1954 года Пешковский сельсовет был переименован в Борковский, а посёлок стал его центром.
До 17 сентября 2013 года село входило в состав ныне упразднённого Борковского сельсовета.

## Инфраструктура
В Борках имеется школа, магазины, Дом культуры, библиотека, фельдшерско-акушерский пункт, столовая.

## Население
| Численность населения (по годам) | Численность населения (по годам) | Численность населения (по годам) | Численность населения (по годам) | Численность населения (по годам) | Численность населения (по годам) | Численность населения (по годам) | Численность населения (по годам) | Численность населения (по годам) |
| 1897                             | 1905                             | 1940                             | 1959                             | 1970                             | 1999                             | 2005                             | 2009                             | 2019                             |
| -------------------------------- | -------------------------------- | -------------------------------- | -------------------------------- | -------------------------------- | -------------------------------- | -------------------------------- | -------------------------------- | -------------------------------- |
| 247                              | ↗263                             | ↘230                             | ↘188                             | ↗241                             | ↗315                             | ↘279                             | ↗300                             | ↗310                             |

## Достопримечательности
- Памятник землякам. В память о 64 односельчанах, погибших в годы Великой Отечественной войны. В 1965 году установлен обелиск, на нём — плиты с именами погибших[4].